# Louny předměstí
Louny předměstí – stacja kolejowa w miejscowości Louny, w kraju usteckim, w Czechach. Znajduje się na wysokości 215 m n.p.m.
Jest zarządzana przez Správę železnic. Na stacji nie ma możliwości zakupu biletów, a obsługa podróżnych odbywa się w pociągu.

## Linie kolejowe
- 114 Lovosice - Louny - Postoloprty
- 126 Most - Louny - Rakovník